# Pelotretis flavilatus
Pelotretis flavilatus är en fiskart som beskrevs av Waite, 1911. Pelotretis flavilatus ingår i släktet Pelotretis och familjen flundrefiskar. IUCN kategoriserar arten globalt som livskraftig. Inga underarter finns listade i Catalogue of Life.